# Henryk Dembiński (poseł)
Henryk Wojciech Stanisław Dembiński herbu Nieczuja (ur. 23 kwietnia 1866 w Krakowie, zm. 11 grudnia 1915 w Warszawie) – polski ziemianin, polityk, poseł do Dumy Państwowej Imperium Rosyjskiego, prezes Stronnictwa Polityki Realnej, członek Komitetu Narodowego Polskiego.

## Życiorys
Urodził się w rodzinie ziemiańskiej jako syn Juliusza i Heleny z hr. Wodzickich. Maturę zdał w morawskim Böhmisch Leipa. W latach 1884–1887 studiował prawo na Uniwersytecie Jagiellońskim, następnie do 1889 roku kontynuował naukę na tym kierunku w Innsbrucku. Ok. 1892 roku zamieszkał w Przysusze, prowadząc gospodarstwo leśne, rolne i przemysłowe. Za nasiona jęczmienia otrzymał w 1901 roku nagrodę na wystawie w Kielcach.
Po rewolucji 1905 zaangażował się w działalność Stronnictwa Polityki Realnej. Jako przedstawiciel tego ugrupowania wszedł w styczniu 1907 roku do opoczyńskiego komitetu wyborczego. Stosunkiem głosów 49:9 został wybrany na posła do II Dumy Państwowej z guberni kieleckiej (1907). W maju 1907 roku, w imieniu Koła Polskiego, przekazał pozdrowienia nowo zwołanemu sejmowi finlandzkiemu. W wyborach do III Dumy był elektorem z kurii ziemiańskiej powiatu opoczyńskiego.
Od maja 1908 do śmierci był prezesem Stronnictwa Polityki Realnej. Nadto sprawował funkcję prezesa Towarzystwa Opieki nad Wychodźcami i wiceprezesa Towarzystwa Popierania Pracy Społecznej. W latach 1910–1914 był radcą Komitetu TKZ. W listopadzie 1914 roku uczestniczył w utworzeniu Komitetu Narodowego Polskiego, wchodząc do jego Wydziału Wykonawczego. W czasie wojny zaangażował się w pomoc osobom potrzebującym. W listopadzie 1915 roku został prezesem Głównego Komitetu Ratunkowego w Lublinie. Zmarł w następnym miesiącu na zawał serca w Warszawie. Został pochowany w Przysusze.

## Rodzina
W 1897 ożenił się z Zofią Tyszkiewiczówną (1874–1958), córką Józefa (1835–1891) i Zofii z d. Horwatt (1838–1919), siostrą Władysława i Aleksandra. Miał z nią siedmioro dzieci:
- Zofia (1898–1966);
- Helena (1899–1990) ⚭ Feliks Mycielski (1895–1921), syn Stanisława (1864–1933) i Marii z d. Dembińskiej (1871–1946);
- Maria (1900);
- Jan Antoni (1902–1969) ⚭ Maria Bogdanowicz (1905–1992);
- Ludwik Antoni (1903–1984) ⚭ Anna Maria Żółtowska (1905–1970), córka Zygmunta (1877–1919) i Rozalii z d. Ponińskiej (1881–1971);
- Andrzej Antoni (1905–1942) ⚭ 1. Leokadia Halama (1911–1996), córka Stanisława (1882–1932) i Marty Marianny z d. Cegielskiej (1882–1985), 2. Zofia Gordziałkowska (1916–2006), córka Olgierda (1880–1965) i Wandy (1885–1978);
- Krystyna (1908–2004) ⚭ Maciej Mikołaj Radziwiłł (1905–1994), syn Macieja Mikołaja (1873–1920) i Róży Marii z d. Potockiej (1878–1931);
- Henryk Antoni (1911–1986) ⚭ Maria Anna Gołuchowska (1916–1996), córka Wojciecha Agenora (1888–1960) i Zofii Marii z d. Baworowskiej (1887–1971).